# Darbuka

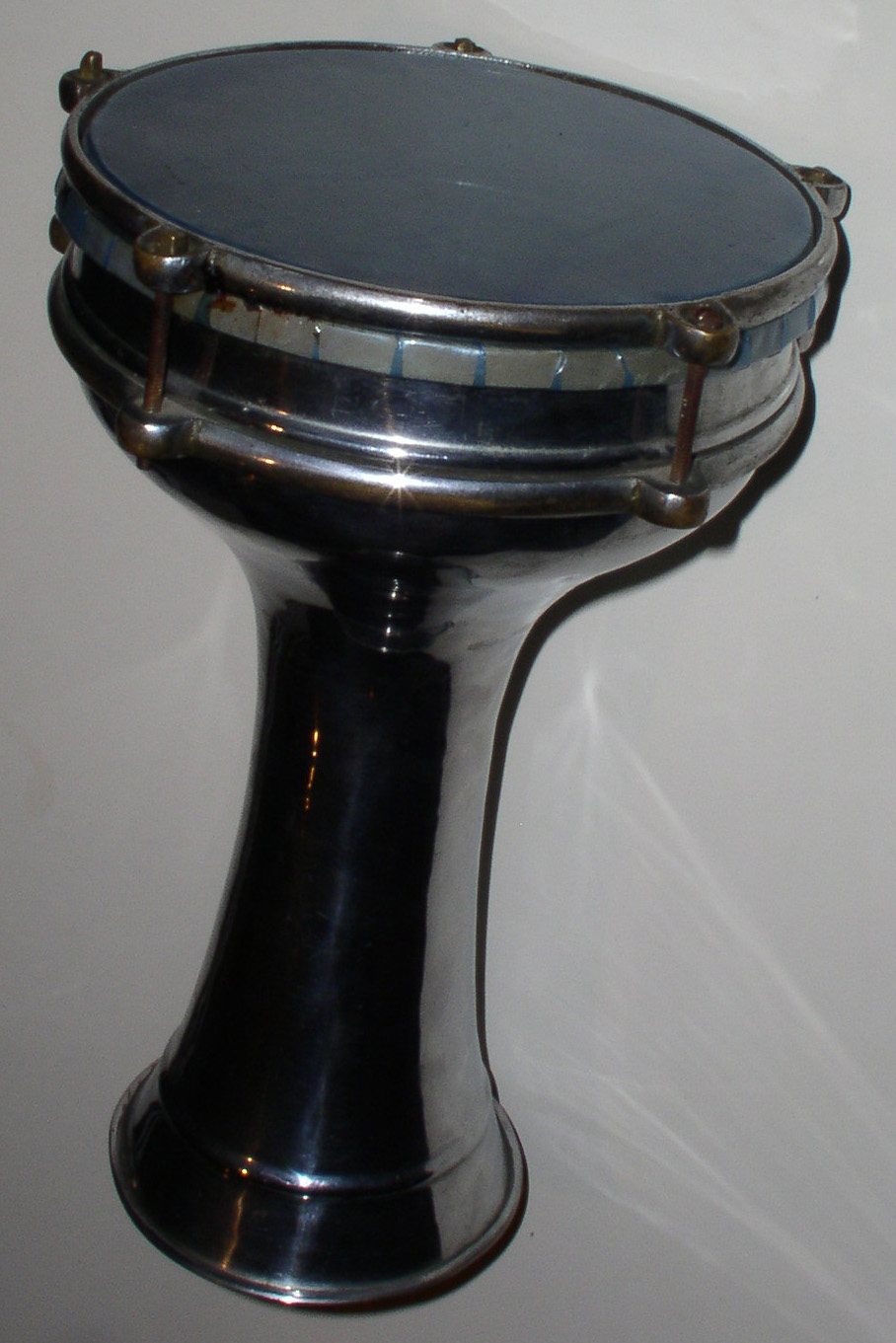
Darbuka från Turkiet

Darbuka (även doumbek, dumbec eller tablah, arabiska: دربوكة) är en handtrumma formad som en bägare och används främst i Mellanöstern, Nordafrika och Östeuropa. Även om man inte vet exakt när dessa trummor först gjordes, så känner man till att det är ett forntida instrument. Vissa säger att de har funnits i tusentals år och att de användes i Mesopotamien och antikens egyptiska kulturer. Det har också varit en del debatt om att de faktiskt har sitt ursprung i Europa och fördes till Mellanöstern av nomadiska keltiska stammar.
Trumman spelas vanligtvis liggande i knät under ena armen och spelas då med handflator och fingrar i olika rytmer.
Traditionellt kan darbukan vara gjord av lera, metall eller trä. Moderna darbukor är också ibland av syntetiskamaterial, tex. glasfiber. De moderna metallvarianterna av darbukan är vanligen tillverkad av aluminium (antingen gjuten, spunnet, eller som bildas av ett ark) eller koppar. Traditionellt gjordes trumskinnen av djurhud, vanligen get och även fisk. Moderna darbukor använder oftast syntetiska material till trumskinn, så som mylar och glasfiber.
Darbukan används till orientaliska musiksorter, och är vanligt förekommande under magdanser.